# Sampa the Great

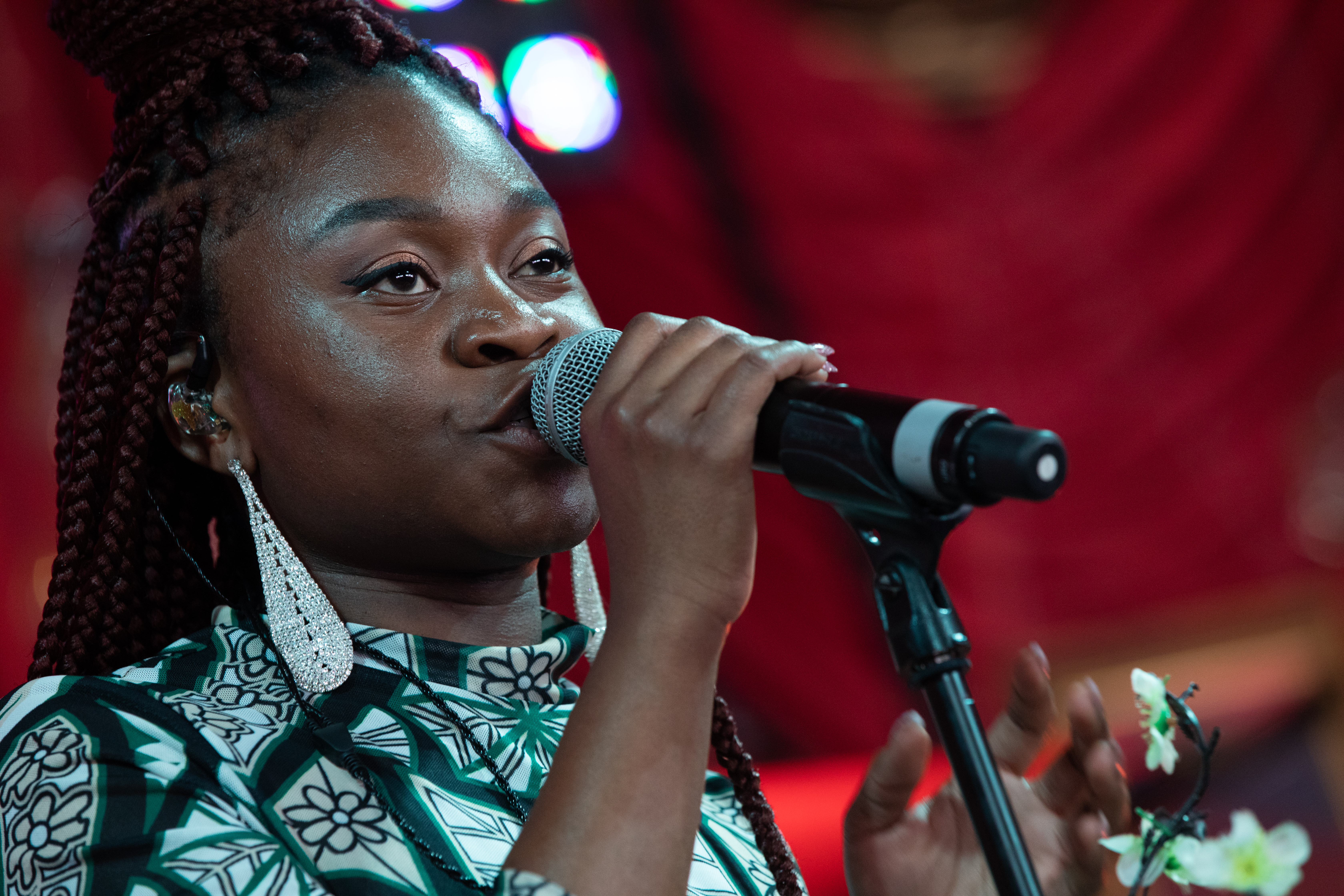
Sampa The Great beim Pussy Parlure Glastonbury Festival (2019)

Sampa Tembo (* 9. August 1993), bekannt als Sampa the Great, ist eine sambische Sängerin, Rapperin und Songwriterin, die zwischen 2014 und 2020 in Australien lebte.
Ihr im September 2019 veröffentlichtes Debüt-Soloalbum The Return erreichte Platz 12 der ARIA-Album-Charts. Bei den ARIA Music Awards 2019 gewann sie den Preis für die beste Hip-Hop-Veröffentlichung für Final Form, ihre zweite Single. Im darauffolgenden Jahr gewann sie in der gleichen Kategorie für The Return, sowie als „Best Female Artist“ und „Best Independent Release“. Im März 2020 wurde Sampa die erste Künstlerin, die den Australian Music Prize zweimal gewann: für Birds and the BEE9 (November 2017) und The Return.

## Frühes Leben
Sampa Tembo wurde 1993 in Sambia geboren und wuchs dort und in Botswana als mittleres von fünf Kindern auf. Ihre Mutter, die Tänzerin Theresa, gehört zum Volk der Bemba, während ihr Vater vom Volk der Tumbuka stammt. Ihre Schwester Mwanje Tembo ist Sängerin. Sie erhielt Klavier- und Gesangsunterricht und begann im Alter von neun Jahren mit dem Schreiben von Gedichten und Texten. Anfang der 2010er Jahre studierte sie zwei Jahre lang Musik für visuelle Medien an der Academy of Art University in San Francisco und ein Jahr lang in Los Angeles. Während ihres Aufenthalts in San Francisco nahm sie zwei Tracks auf.
Tembo zog 2013 nach Sydney und lebte dort bis 2018. Im Jahr 2015 schloss sie einen Bachelor-Abschluss in Tontechnik am SAE Institute ab. 2018 zog sie nach Melbourne um. Die Künstlerin sieht ihre Familie und ihre Gemeinschaften in Botswana und Sambia als Grundlage ihres Erfolgs.

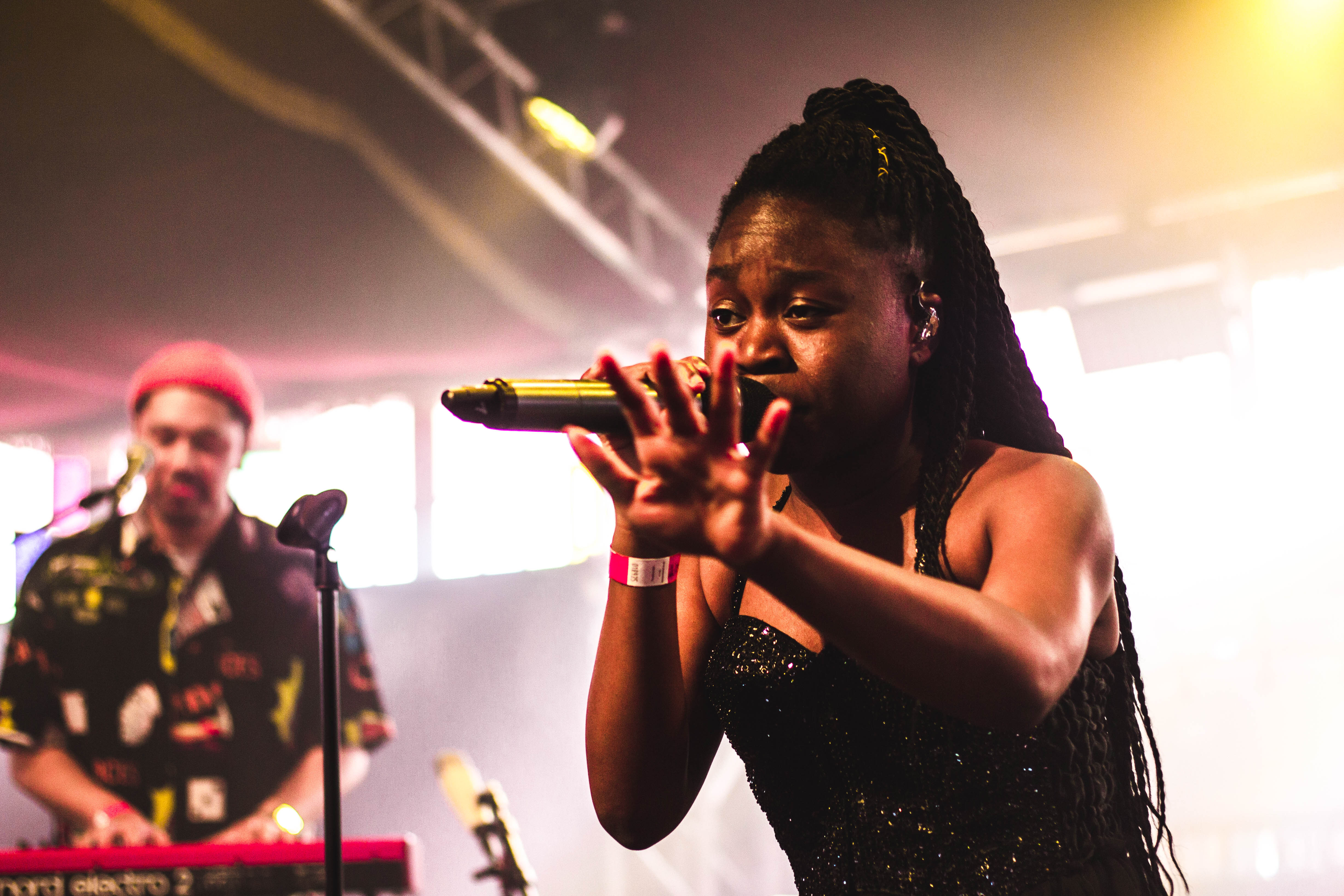
Sampa the Great (rechts) bei einem Auftritt bei Haldern Pop in Deutschland, August 2018.

## Karriere

### 2015 – 2016: Frühe Jahre
Sampa the Great war im September 2015 auf der zweiten Single Beauty des Soul-Songwriters Wallace (alias Wallace Gollan) zu hören. Das Debüt-Mixtape der Rapperin, The Great Mixtape, wurde am 16. Oktober 2015 als kostenloser Download und später auf CD und Vinyl vom Melbourner Label Wondercore Island veröffentlicht. Die Künstlerin beschrieb es als „... eine Suche nach Kreativität, Lachen, Sinn und Rhythmen“ und schreibt ihrer afrikanischen Jugend die Inspiration für das „politische Bewusstsein“ auf der Platte zu. Das Album wurde von Dave Rodriguez aus Sydney produziert. Die beiden hatten sich bei einem Jazz- und Hip-Hop-Freestyle im Club Foundry in Sydney kennengelernt. Sampa the Greats Gesang wurde in zwei Takes aufgenommen. Am 18. Dezember wurde ein Mixtape-Track namens F E M A L E als Single veröffentlicht, den Tembo gemeinsam mit D Rodriguez-Lovibond geschrieben hatte.
Am 19. Januar 2016 veröffentlichte Sampa the Great die Single Black Dignity. Zwei Tage später wurde mit Blue Boss eine weitere Single veröffentlicht. Sie wirkte im März 2016 an der Seite von Okenyo auf dem Track Second Heartbeat für das fünfte Studioalbum von Urthboy mit dem Titel The Past Beats Inside Me Like a Second Heartbeat mit. Es folgten zwei weitere Singles, 24 und Blessings, die beide am 25. Mai veröffentlicht wurden. Am 6. Oktober veröffentlichte sie das Musikvideo HERoes (The Call). Am 27. Oktober wurde mit HERoes (The Response) ein dazugehöriges Musikvideo veröffentlicht.

### 2017 – 2018: HERoes Act 2 zu Birds and the BEE9
Am 28. April 2017 veröffentlichte Sampa the Great die Single Everybody's Hero mit der britischen Sängerin Estelle. Ihr Debütalbum HERoes Act 2 wurde am 12. Mai veröffentlicht. In einem Interview beschrieb sie es als „eine Momentaufnahme einer Zeit der Unsicherheit und des Zweifels und der Erkenntnis, dass diese Aspekte ganz normal sind.“ Auf der EP arbeitete die Rapperin mit dem Produzenten Rahki zusammen. Die zweite und dritte Single der EP, The Plug und Paved with Gold, ebenfalls mit Estelle, wurden am 11. Mai veröffentlicht.
Am 10. November 2017 veröffentlichte Sampa the Great mit Birds and the BEE9 ein zweites Mixtape, das „Hip-Hop, Soul, Jazz, Gospel und Reggae miteinander verbindet“ und von Sensible J, Silentjay und Kwesi Darko produziert wurde, über das Label Big Dada. Der Track Casper enthielt Gastvocals von Syreneyiscreamy, der Track Inner Voice enthielt Gastvocals von Mwanje Tembo, und der Track Healer enthielt Gastvocals von Zaachariaha. Das Mixtape wurde im März 2018 mit dem Australian Music Prize ausgezeichnet. Dieser war mit 30.000 australischen Dollars dotiert, gestiftet durch die Phonographic Performance Company of Australia (PPCA). Deren Vorsitzender Dan Rosen hoffte, dass er „die Entwicklung [ihrer] Karriere unterstützt und hilft, ihre Musik in die Welt zu tragen.“ Sie hoffte, mit dem Preisgeld ihr eigenes Heimstudio finanzieren zu können.
Birds and the BEE9 erhielt positive Kritiken. Kitty Empire von The Guardian bemerkte Einflüsse von Lauryn Hill. Am 3. Oktober wurde die Single Rhymes to the East veröffentlicht, gefolgt am 17. Oktober von der Single Bye River. Am 20. Oktober war sie auf dem Track Your Orbit von Ecca Vandal zu hören, der auf ihrem gleichnamigen Debütalbum Ecca Vandal enthalten ist. Am 5. April 2018 erschien das Musikvideo Black Girl Magik (featuring Nicole Gumbe). Am 23. April war die Rapperin in dem Musikvideo Your Orbit von Ecca Vandal zu sehen.

### 2018 – 2020: Die Rückkehr
Am 29. November 2018 veröffentlichte die Künstlerin ihre Single Energy (featuring Nadeem Din-Gabisi) zusammen mit einem Musikvideo. Es war geplant, ihr Debüt-Studioalbum noch im selben Jahr zu veröffentlichen, was sich jedoch verzögerte. Am 5. Juni 2019 erschien die Single Final Form. Ihr Debütalbum The Return wurde am 13. September 2019 über Ninja Tune veröffentlicht. Im Oktober 2019 wurde sie auf Platz 2 der „The 15 Australian Female Artists Changing the Game Right Now“ des Happy Mag gelistet.

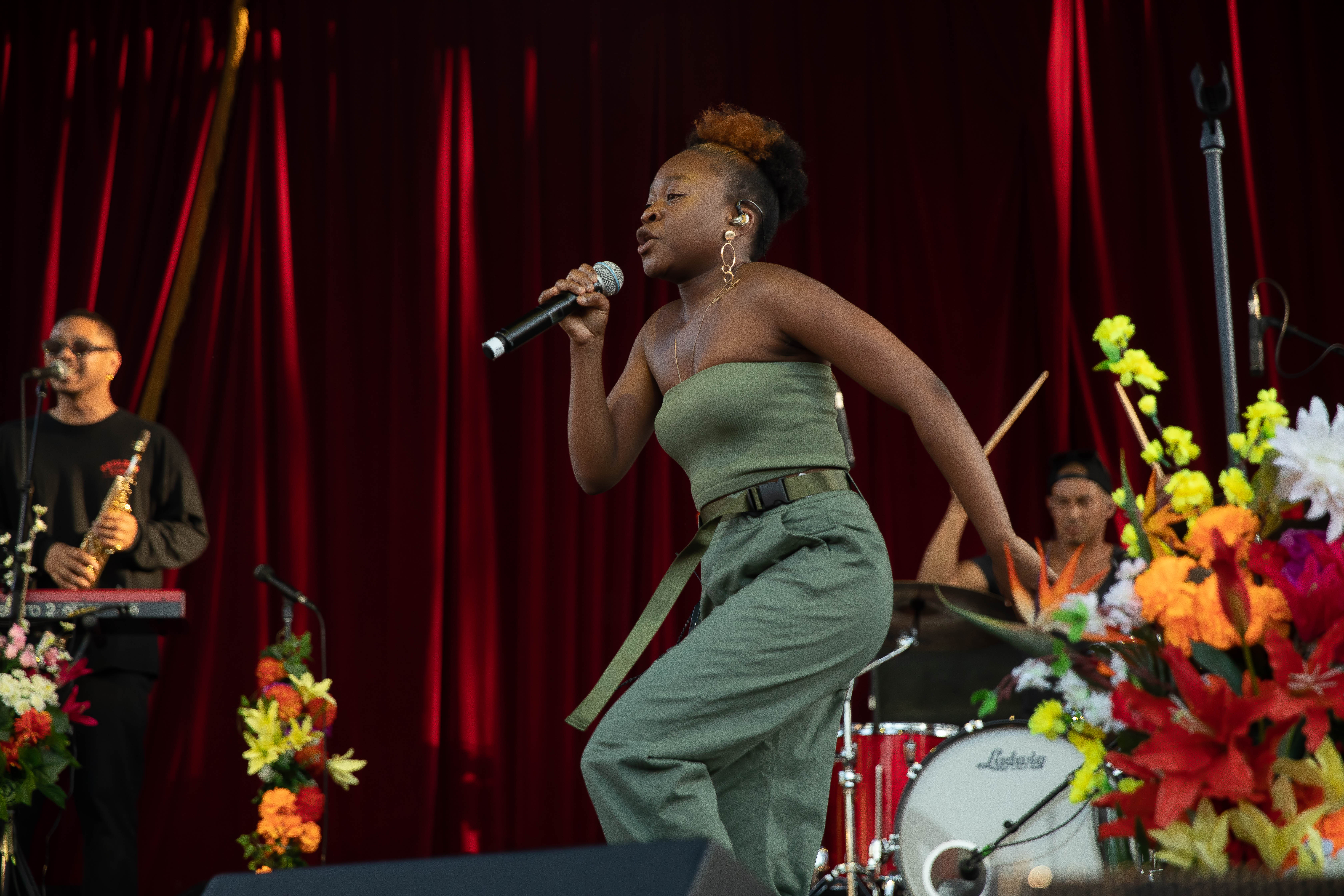
Auftritt beim Fairgrounds Festival, Dezember 2018

Bei den ARIA Music Awards von 2019 wurde Sampa the Great in zwei Kategorien nominiert: „Bestes Video“ (unter der Regie von Sanjay De Silva) und „Bestes Hip-Hop-Release“ für Final Form. Nach ihrem Sieg in der Kategorie „Bestes Hip-Hop-Release“ wurde die Künstlerin von ARIA „brüskiert“, als die TV-Übertragung zu einem Werbespot umschaltete, anstatt ihre Dankesrede zu zeigen. Als erste weibliche Farbige, die in einer Hip-Hop-Kategorie gewann, verdeutlichte dieser Schritt den „systemischen Rassismus“ in der Branche. Im März 2020 gewann Sampa the Great den Australian Music Prize für The Return und war damit die erste Musikerin in der 15-jährigen Geschichte des Preises, die diesen zweimal gewann.
Am 23. September 2020 veröffentlichte die Sängerin Better Days mit Baker Boy und Dallas Woods. Bei den ARIA Music Awards 2020, die im November stattfanden, wurde die Künstlerin in sechs Kategorien nominiert und gewann drei: „Beste Hip-Hop-Veröffentlichung“, „Beste weibliche Künstlerin“ und „Beste unabhängige Veröffentlichung“ für The Return. Sie trat bei der Preisverleihung 2020 auch per Video-Link nach Botswana auf und gab ein „starkes Statement“ zum „Mangel an Vielfalt in der australischen Musikindustrie“ ab und nahm insbesondere den ARIA-Vorstand für ihre Brüskierung im Vorjahr aufs Korn.

### Seit 2021: As Above, So Below
Im November 2021 kündigte Sampa the Great für Anfang 2022 neue Musik an. Außerdem plante sie für März und April 2022 Touren durch Nordamerika. Ihr Song Never Forget ist eine Hommage an Zamrock; sie hat auch mit Emmanuel Jagari Chanda, dem Sänger von WITCH, zusammengearbeitet.
Am 29. Juni 2022 kündigte Sampa the Great die bevorstehende Veröffentlichung ihres zweiten Studioalbums As Above So Below an, das am 9. September 2022 veröffentlicht wurde.

## Privatleben
Sampa Tembos Identität als in Sambia geborene und in Botswana aufgewachsene Person ist für ihre Musik von grundlegender Bedeutung. Sobald ihre Arbeit jedoch im Radio gespielt wurde, berichteten die Medien über sie als „Australiens Eigene“ und „Australiens nächstes großes Ding im Hip-Hop“. Sie reflektierte: „Für jeden, der aus einer vielfältigen Welt kommt, oder der Schwierigkeiten oder eine Reise damit hatte, wo er herkommt, ist es wichtig, seine Herkunft zu dokumentieren, ob klein oder groß, denn wir leben in einer Welt, die es einem schwerer macht, diese Herkunft zu finden, und die einen manchmal dafür verspottet, dass man diese Herkunft gefunden hat.“ Außerhalb ihrer Musikkarriere interessiert sich Tembo für den Sprint.

## Musikalische Einflüsse
Sampa the Greats frühe Arbeit war „inspiriert von spirituell geprägtem Gospel, mit Anklängen an Neo-Soul und Hip-Hop, verwoben mit ihrer unverblümten politischen Einstellung.“ Sie entdeckte Hip-Hop als Kind und erwähnte, dass das Hören von 2Pacs Changes ihr Interesse an diesem Genre geweckt hatte. Beeinflusst wurde sie von Mos Def und Chance the Rapper. Sie trat im Vorprogramm von Joey Bada$$ sowie von Kendrick Lamar, Thundercat und Denzel Curry auf. Tembo beschrieb Joey als „leidenschaftlichen Künstler und erstaunlichen Performer“.
Sie beruft sich auf eine Vielzahl von Einflüssen, darunter abstrakte Hip-Hop-Beats, afrikanische Einflüsse, Electronica, spiritueller Neo-Soul und andere Stile. Ihre Musik wird als erdig und eklektisch beschrieben.

## Diskografie

### Studioalben
- 2019 – The Return
- 2022 – As Above, So Below

### EPs
- 2017 – Heroes Act 2

### Singles (Auswahl)
- 2018 – Energy (feat. Nadeem Din-Gabisi)
- 2019 – Final Form
- 2020 – OMG

## Auszeichnungen (Auszug)
AIR Award
- 2020: Best Independent Hip Hop Album or EP[52]

APRA Award
- 2023: Breakthrough Songwriter of the Year[53]

ARIA Award
- 2020: Best Female Artist (The Return)[54]
- 2020: Best Independent Release (The Return)
- 2020: Best Hip Hop Release (The Return)
- 2019: Best Hip Hop Release (Final Form)[55]

Australian Music Prize
- 2020[56]

- 2017[57]

J Awards
- 2019: Double J Artist of the Year[58]
- 2019: Australian Video of the Year[58]

Music Victoria Awards
- 2021: Best Solo Artist[59]
- 2020: Best Album[60]
- 2020: Best Song
- 2020: Best Soul, Funk, R'n'B and Gospel Album
- 2020: Best Solo Artist
- 2019: Best Hip Hop Act[61]

- 2018: Best Soul, Funk, R&B Album[62]
- 2018: Best Hip Hop Act

National Live Music Awards
- 2020: Live Act of the Year[63]
- 2019: Live Hip Hop Act of the Year[64]